# 아이모 코이부넨
아이모 알란 코이부넨(핀란드어: Aimo Allan Koivunen, 핀란드어 발음: [ɑi̯mo ɑlːɑn koi̯ʋunen], 1917년 10월 17일~1989년 8월 12일)은 핀란드의 군인이다. 계속 전쟁에 참전했으며 전투 중 메스암페타민을 과다 복용한 첫 번째 군인으로 알려져 있다.

## 어린 시절
코이부넨은 1917년 10월 17일에 핀란드 대공국의 알라스타로에서 태어났다. 6남매 중 장남이었다.

## 계속 전쟁 중 경험
제2차 소련-핀란드 전쟁에 참전한 코이부넨은 1944년 3월 15일 상등병의 계급으로 다른 핀란드 군인들과 함께 스키 정찰대에 배치되었다. 소련군 후방 지역을 정찰하는 임무를 시작한 지 3일째인 3월 18일, 이들은 소련군에게 공격을 받고 포위당했지만 코이부넨은 부대원들을 이끌어 포위를 뚫고 탈출했다. 탈출 과정에서 코이부넨은 먼 거리를 스키로 이동했으므로 매우 피곤했지만 휴식을 취하지 않았다. 그는 정찰대에 지급된 페르비틴(메스암페타민/필로폰) 알약 30정을 가지고 있었다. 페르비틴은 임무 중 깨어 있기 위해 사용하는 마약성 각성제이다. 적정 복용량은 1인 1정이다. 그는 가지고 있던 페르비틴을 전부 섭취했고 잠깐 에너지가 솟구쳐 매우 빠르게 스키를 타기 시작했다. 소련군과 그의 부대원 모두에게서 멀어진 코이부넨은 곧 섬망 상태에 빠져 의식을 잃었다. 코이부넨은 다음날 아침에 깨어났고, 정찰대원들과 분리되어 식량과 탄약 등 보급품을 전혀 가지고 있지 않았다. 그는 의식을 잃은 동안 약 100km를 주파했다.
그 이후, 코이부넨은 다시 소련군을 마주쳤고 이들을 따돌리는 데 성공하였다. 그는 지뢰를 밟아 경상을 입었고 일주일 동안 눈구덩이에 숨어 구조를 기다렸다. 일주일 동안 그는 소나무 새순과 잡아서 날로 먹은 시베리아 까치 한 마리로만 연명했다. 400km 이상을 스키로 이동한 그는 핀란드군에 의해 발견되어 인근 병원에 입원했다. 병원에서 그의 심박수는 분당 200회로 측정되었고 그의 체중은 43kg에 불과했다.

## 제대 후
1948년 코이부넨은 엘사 에스테리 코이부넨과 결혼했다. 그는 9명의 자녀를 두었다. 제대 후 조용하게 산 그는 1989년 향년 71세의 나이로 핀란드 이위배스퀼래에서 사망했다.